# ニューハンプシャー州の都市圏の一覧

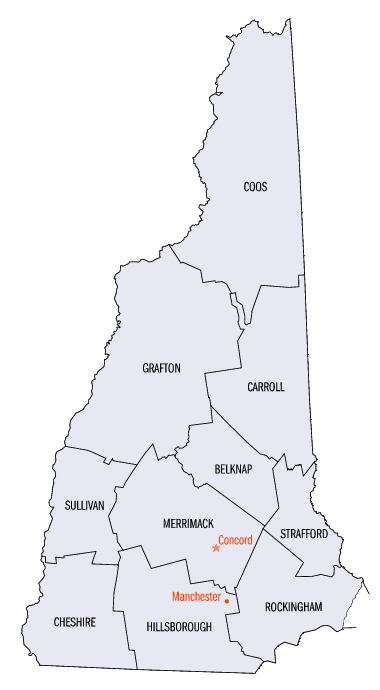
ニューハンプシャー州の10郡を示す地図

本項目はニューハンプシャー州の都市圏の一覧（ニューハンプシャーしゅうのとしけんのいちらん）である。
アメリカ合衆国国勢調査局は、ニューハンプシャー州に合同統計地域（CSA/広域都市圏）2ヶ所、大都市統計地域（MSA/都市圏）2ヶ所、および小都市統計地域（μSA/小都市圏）4ヶ所を定義している。下表には、左列より以下の情報を示す。
- 合同統計地域（定義されている場合）の名称
- 合同統計地域の人口
- コアベース統計地域（大都市統計地域および小都市統計地域）の名称
- コアベース統計地域の人口
- 各統計地域に含まれる郡の名称
- 各統計地域に含まれる郡の人口

なお、下表においては、ニューハンプシャー州と他州にまたがる合同統計地域およびコアベース統計地域については、名称と統計地域の総人口を青緑色で、ニューハンプシャー州内の人口を黒色でそれぞれ示す。また、他州のコアベース統計地域および郡については、その名称と人口を緑色でそれぞれ示す。
下表における人口の数値はすべて2020年に行われた国勢調査時のものである。また、合同統計地域、コアベース統計地域（大都市統計地域・小都市統計地域）のいずれも、2023年7月21日時点での定義に従う。
| 合同統計地域                                 | 人口                | コアベース統計地域                       | 人口              | 郡                                 | 人口      |
| -------------------------------------------- | ------------------- | ---------------------------------------- | ----------------- | ---------------------------------- | --------- |
| ボストン・ウースター・プロビデンス広域都市圏 | 8,349,768 1,085,515 | ボストン・ケンブリッジ・ニュートン都市圏 | 4,941,632 445,065 | マサチューセッツ州ミドルセックス郡 | 1,632,002 |
| ボストン・ウースター・プロビデンス広域都市圏 | 8,349,768 1,085,515 | ボストン・ケンブリッジ・ニュートン都市圏 | 4,941,632 445,065 | マサチューセッツ州エセックス郡     | 809,829   |
| ボストン・ウースター・プロビデンス広域都市圏 | 8,349,768 1,085,515 | ボストン・ケンブリッジ・ニュートン都市圏 | 4,941,632 445,065 | マサチューセッツ州サフォーク郡     | 797,936   |
| ボストン・ウースター・プロビデンス広域都市圏 | 8,349,768 1,085,515 | ボストン・ケンブリッジ・ニュートン都市圏 | 4,941,632 445,065 | マサチューセッツ州ノーフォーク郡   | 725,981   |
| ボストン・ウースター・プロビデンス広域都市圏 | 8,349,768 1,085,515 | ボストン・ケンブリッジ・ニュートン都市圏 | 4,941,632 445,065 | マサチューセッツ州プリマス郡       | 530,819   |
| ボストン・ウースター・プロビデンス広域都市圏 | 8,349,768 1,085,515 | ボストン・ケンブリッジ・ニュートン都市圏 | 4,941,632 445,065 | ロッキンガム郡                     | 314,176   |
| ボストン・ウースター・プロビデンス広域都市圏 | 8,349,768 1,085,515 | ボストン・ケンブリッジ・ニュートン都市圏 | 4,941,632 445,065 | ストラッフォード郡                 | 130,889   |
| ボストン・ウースター・プロビデンス広域都市圏 | 8,349,768 1,085,515 | プロビデンス・ウォリック都市圏           | 1,676,579         | ロードアイランド州プロビデンス郡   | 660,741   |
| ボストン・ウースター・プロビデンス広域都市圏 | 8,349,768 1,085,515 | プロビデンス・ウォリック都市圏           | 1,676,579         | マサチューセッツ州ブリストル郡     | 579,200   |
| ボストン・ウースター・プロビデンス広域都市圏 | 8,349,768 1,085,515 | プロビデンス・ウォリック都市圏           | 1,676,579         | ロードアイランド州ケント郡         | 170,363   |
| ボストン・ウースター・プロビデンス広域都市圏 | 8,349,768 1,085,515 | プロビデンス・ウォリック都市圏           | 1,676,579         | ロードアイランド州ワシントン郡     | 129,839   |
| ボストン・ウースター・プロビデンス広域都市圏 | 8,349,768 1,085,515 | プロビデンス・ウォリック都市圏           | 1,676,579         | ロードアイランド州ニューポート郡   | 85,643    |
| ボストン・ウースター・プロビデンス広域都市圏 | 8,349,768 1,085,515 | プロビデンス・ウォリック都市圏           | 1,676,579         | ロードアイランド州ブリストル郡     | 50,793    |
| ボストン・ウースター・プロビデンス広域都市圏 | 8,349,768 1,085,515 | ウースター都市圏                         | 862,111           | マサチューセッツ州ウースター郡     | 862,111   |
| ボストン・ウースター・プロビデンス広域都市圏 | 8,349,768 1,085,515 | マンチェスター・ナシュア都市圏           | 422,937           | ヒルズボロ郡                       | 422,937   |
| ボストン・ウースター・プロビデンス広域都市圏 | 8,349,768 1,085,515 | バーンスタブルタウン都市圏               | 228,996           | マサチューセッツ州バーンスタブル郡 | 228,996   |
| ボストン・ウースター・プロビデンス広域都市圏 | 8,349,768 1,085,515 | コンコード小都市圏                       | 153,808           | メリマック郡                       | 153,808   |
| ボストン・ウースター・プロビデンス広域都市圏 | 8,349,768 1,085,515 | ラコニア小都市圏                         | 63,705            | ベルナップ郡                       | 63,705    |
|                                              |                     | レバノン・クレアモント小都市圏           | 221,211 134,181   | グラフトン郡                       | 91,118    |
| バーモント州ウィンザー郡                     | 57,753              | レバノン・クレアモント小都市圏           | 221,211 134,181   |                                    |           |
| サリバン郡                                   | 43,063              | レバノン・クレアモント小都市圏           | 221,211 134,181   |                                    |           |
| バーモント州オレンジ郡                       | 29,277              | レバノン・クレアモント小都市圏           | 221,211 134,181   |                                    |           |
| キーン・ブラトルボロ広域都市圏               | 122,363 76,458      | キーン小都市圏                           | 76,458            | チェシャー郡                       | 76,458    |
| キーン・ブラトルボロ広域都市圏               | 122,363 76,458      | ブラトルボロ小都市圏                     | 45,905            | バーモント州ウィンダム郡           | 45,905    |
| （設定無し）                                 | （設定無し）        | （設定無し）                             | （設定無し）      | キャロル郡                         | 50,107    |
| （設定無し）                                 | （設定無し）        | （設定無し）                             | （設定無し）      | コーアス郡                         | 31,268    |

## 註
1. ↑  QuickFacts. U.S. Census Bureau. 2020年.
2. ↑  OMB Bulletin No. 23-01, Revised Delineations of Metropolitan Statistical Areas, Micropolitan Statistical Areas, and Combined Statistical Areas, and Guidance on Uses of the Delineations of These Areas. Office of Management and Budget. 2023年7月21日.